# Мталане, Морути
Морути Мталане, (англ. Moruti Mthalane; род. 6 октября 1982, провинция Гаутенг, ЮАР) — южноафриканский боксёр-профессионал, выступающий в наилегчайшей (Flyweight) (до 50,8 кг) весовой категории.
Среди профессионалов бывший чемпион мира по версиям IBF (2009—2012, 2018—2021) и IBO (2014—2019) в наилегчайшем весе.
По версии BoxRec на 1 августа 2020 года занимал 3 место (39,07 баллов) среди боксёров наилегчайшего веса (до 50,8 кг или 112 фунтов), и 166 место среди боксёров вне весовой категории.

## Профессиональная карьера

### 2000 год
10 декабря в Дурбане дебютировал в боксе в легчайшем весе (до 50,8 кг или 112 фунтов) выиграв нокаутом в 3 раунде Висемана Мнгуни (0-1-0).

### 2001 год
21 января в Дурбане выиграл единогласным решением судей дебютанта Ишмаила Мцхали. 
27 апреля в Дурбане выиграл единогласным мнением Сибонгахонке Мчуну(2-1-1) бой проходил во втором наилегчайшем весе (до 52,2 кг или 115 фунтов). 
8 июля в Дурбане во второй раз выиграл нокаутом в третьем раунде Висемана Мнгуни(0-2-0). 
14 декабря в Дурбане выиграл единогласным решением судей Сибонело Гумеде(4-2-1).

### 2002 год
13 июля в Гияни выиграл нокаутом в 3 раунде Нуико Зиза(1-2-0).
7 декабря в Дурбане выиграл единогласным решением судей Джоэля Кунене (2-2-0).

### 2003 год
25 июня в Йоханнесбурге выиграл единогласным решением судей выиграл Нельсона Себобисо (5-1-2). 
15 августа в Дурбане выиграл нокаутом в 1 раунде Мпумези Мазанци (1-7-1). 
30 сентября выиграл нокаутом в 5 раунде непобежденного Сифиве Хумало (8-0-1).
28 ноября выиграл нокаутом в 3 раунде Пиета Нкате (6-6-3).

### 2004 год
24 февраля выиграл нокаутом в 3 раунде Тхабо Тшехла (6-4-0). 
8 мая выиграл во второй раз единогласным решением судей Джоэля Кунене (6-4-1). 
26 июня выиграл нокаутом в 7 раунде Винсента Моготси (6-6-2). 
24 сентября дрался за вакантные титулы WBC International и Чемпиона ЮАР в наилегчайшем весе против Нкубела Гвазела (13-2-0) и в этом бою потерпел первое поражение в карьере нокаутом в 10 раунде.

### 2005 год
12 марта выиграл во второй раз единогласным решением судей Сифиве Хумало (10-2-1). 
28 мая выиграл нокаутом в 6 раунде Тхембелани Мафума (10-2-2). 
3 сентября выиграл нокаутом в 4 раунде Мбулело Ньянди (15-9-0). Все три боя проходили в Йоханнесбурге.

### 2006 год
11 августа стал претендентом на титул Чемпиона ЮАР в наилегчайшем весе, бой прошёл в Ист-Лондоне (ЮАР) Морути в 6 раунде нокаутировал Ахону Аливу (12-2-1) и стал чемпионом ЮАР со второго раза. 
1 декабря в Соуэто защитил титул нокаутировав в 3 раунде Замумзи Хола (16-7-5).

### 2007 год
16 июня в Соуэто во второй раз защитил титул выиграв нокаутом в 5 раунде Холу Сифама (7-2-0). 
29 сентября в Йоханнесбурге вышел бороться за вакантный титул WBC International (на кону титул Чемпиона ЮАР не было) против филиппинца Апола Суико (9-1-0), Морути выиграл нокаутом в 1 раунде. После победы Морути попал топ 15 мировых рейтингов.

### 2008 год
12 апреля в Мафикенге защитил в третий раз свой титул остановив нокаутом в 5 раунде Джоэля Кунене (12-10-2) это был их второй бой.
5 июля в Ист-Лондоне выиграл единогласным решением судей (118—110 118—110 119—109) бывшего претендента на титул WBC австралийца Хусейна Хусси (31-4-0). 
1 ноября 2008 года в Лас-Вегасе вышел на чемпионский бой с филиппинцем, Нонито Донэром (19-1-0) на кону стояли титулы IBF и IBO, Морути проиграл нокаутом в 6-м раунде.

### 2009 год
18 апреля в Мафикенге в последний раз защитил титул нокаутировав в 3 раунде Лехлохоноло Рамаголе (9-2-0). 
20 ноября в Йоханнесбурге выиграл вакантный титул чемпиона мира в наилегчайшем весе по версии IBF выиграв единогласным решением судей (117—111 117—111 118—111) мексиканца Хулио Сесара Миранду (30-4-1).

### 2010 год
1 сентября в Бракпане провел первую защиту титула выиграв непобежденного (будущего чемпиона WBO в легчайшем весе) Золани Тете(13-0-0) нокаутом в 5 раунде.

### 2011 год
26 марта в Йоханнесбурге Морути проводит вторую защиту титула против филиппинца (будущего чемпиона WBO в легчайшем весе (до 53,5 кг или 118 фунтов)) Джонриэля Касимеро (14-1-0) выиграл его нокаутом в 5 раунде. 
11 октября в Кальяри (Италия) провел третью защиту титула выиграв нокаутом в 7 раунде итальянца Андреа Сарритзу (32-4-4).

### 2012 год
1 сентября Морути в 4 раз защитил титул выиграв нокаутом в 8 раунде панамца Рикардо Нуньеса (24-2-0), бой проходил в Панаме (Панама). После этого у Марути был 2 летний простой, это стала причиной того что его лишили чемпионского титула.

### 2014 год
15 марта в Дурбане спустя два года простоя без выступлений бывший чемпион мира в полулёгком весе (до 50,8 кг) южноафриканец Морути Мталане (29-2, 20 КО), лишившийся титула IBF как раз из-за бездействия, успешно вернулся в ринг и сразу же завладел поясом по версии IBO, не без труда справившись с филиппинцем (претендовал на титул IBF проиграл по очкам мексиканцу Улисесу Солису (33-2-3) Джетером Оливой (20-2-2, 10 КО). Бой получился крайне зрелищным, а жизнь Мталане осложняла обширная гематома на левом глазу, с которой он боксировал на протяжении 11-ти раундов. По итогам противостояния мнения судей разделились: один арбитр насчитал 115—113 в пользу Оливы, а его коллеги определили в победители Мталане 117—112 и 116—112. 26 октября провел первую защиту титула в Дурбане выиграв единогласным решением судей (116—112 117—111 117—111) бывшего претендента на титул WBC (проиграл нокаутом Акира Яаегаси) мексиканца Одилона Залету (15-4-0).

### 2015 год
12 декабря в Дурбане провел вторую защиту титула выиграв нокаутом в 9 раунде филиппинца Рензо Росиа (12-3-0) . Затем опять не выступал на протяжении двух лет.

### 2017 год
28 апреля в Йоханнесбурге в третий раз защитил титул и затем отказался от него, выиграл нокаутом в 4 раунде непобежденного филиппинца Дженезиса Либранза (11-0-0) . 
24 сентября выиграл нокаутом во 2 раунде ганца Исаака Куайе (30-12-1). 
27 октября в городе Ммабато выиграл вакантный титул IBF International, нокаутировав во 2 раунде филиппинца (бывшего претендента на титул WBO, проиграл нокаутом в 2011 году Хулио Сесару Миранде) Ардина Диале (33-11-4).

### 2018 год
15 июля в Куала-Лумпур (Малайзия) 35-летний Морути Мталане (36-2, 24 КО) из ЮАР и 30-летний Муххамад Васим (8-1, 6 КО) из Пакистана определили чемпиона мира по версии IBF в наилегчайшем весе (до 50,8 кг). Победителем в поединке за вакантный титул стал боксёр из Африки. Несмотря на солидный возраст, большую часть боя Мталане перерабатывал оппонента, работая первым номером. Визуально Васим действовал с более высоким процентом выброшенных/попавших в цель ударов. Но часто застаивался на месте, пережидая атаки Мталане за блоком или же и вовсе, подолгу зависал у канатов. В последней четверти пакистанец попытался работать агрессивно. Вкладывался в каждый удар, но боксёр из ЮАР здорово перехватывал атаки соперника и по-прежнему наносил больше ударов. Прессинг от Васима принёс свои плоды. На последних секундах 11-го раунда Мталане оказался на канвасе. Последняя трёхминутка прошла в яростной драке. Мталане выглядел лучше, но на последних секундах вновь был близок к падению. Судейский вердикт: 114:113, 114:113 и 116:110 в пользу Мталане. 31 декабря в Макао ветеран ринга, 36-летний Морути Мталане (37-2, 25 KO) из ЮАР защитил титул чемпиона IBF в наилегчайшем весе (до 50,8 кг) от посягательств претендента Масахиро Сакамото (13-2, 9 KO) из Японии. Значительно более техничный Мталане здорово начал поединок. Его попадания были точнее и опаснее, но Сакамото стойко пытался отвечать ударом на удар. Яростная, брутальная борьба началась уже со 2-го раунда. Бойцы задали невероятный темп, а ветеран Мталане радовал гурманов бокса отличными комбинациями. Нахватавшийся пропущенных ударов Сакамото всё же не сумел продержаться до финального гонга, капитулировал в 10-м раунде.

### 2019 год
13 мая Токио (Япония) 36-летний южноафриканец Морути Мталане (38-2, 25 КО) во второй раз успешно защитил титул чемпиона мира по версии IBF в наилегчайшем весе (до 50,8 кг), выиграв в гостевом поединке 32-летнего японского претендента Масаюки Куроду (30-8-3, 16 КО). Насыщенное противостояние проходило почти без клинчей в упорной борьбе, и Мталане сумел вырвать победу за счёт активизации в чемпионских раундах, cудьи единогласно определили южноафриканца в триумфаторы со счётом 116—112, 116—112 и 117—111. 23 декабря Ветеран Морути Мталане (39-2, 26 KO) защитил звание чемпиона мира по версии IBF в наилегчайшем весе (до 50,8 кг) в противостоянии с японским претендентом и бывшим чемпионом мира Якирой Яэгаши (28-7, 16 KO). Мталане занял центр ринга, Яэгаши принялся наматывать круги по периметру, протирал спиной канаты, взрывался комбинациями, здорово джебил, контролировал темп и дистанцию. К 4-му раунду претендент остановился, принял рубку в инфайтинге, выглядел конкурентно за счёт большей работоспособности, ярким ударам по корпусу, но пропускал более увесистые удары, грешил опасными движениями головой. Мталане также фолил — неоднократно пробивал после того, как рефери вмешивался и разводил бойцов из клинча. К 7-му раунду чемпион завладел инициативой, а в 8-й трёхминутке потряс Яэгаши ударом по корпусу. Несмотря на то, что эпизод произошёл на стартовых секундах боя, Мталане досрочно выиграть оппонента не сумел, хотя тот перешёл в режим выживания, почти не отвечал ударами на удары. А в 9-м раунде рефери остановил бой: Яэгаши пропустил за 30 секунд до конца трёхминутки, Мталане бросился на добивание. Когда до гонга оставалось 5 секунд, вмешался рефери. Мталане ТКО 9.